# Gibson Appliance

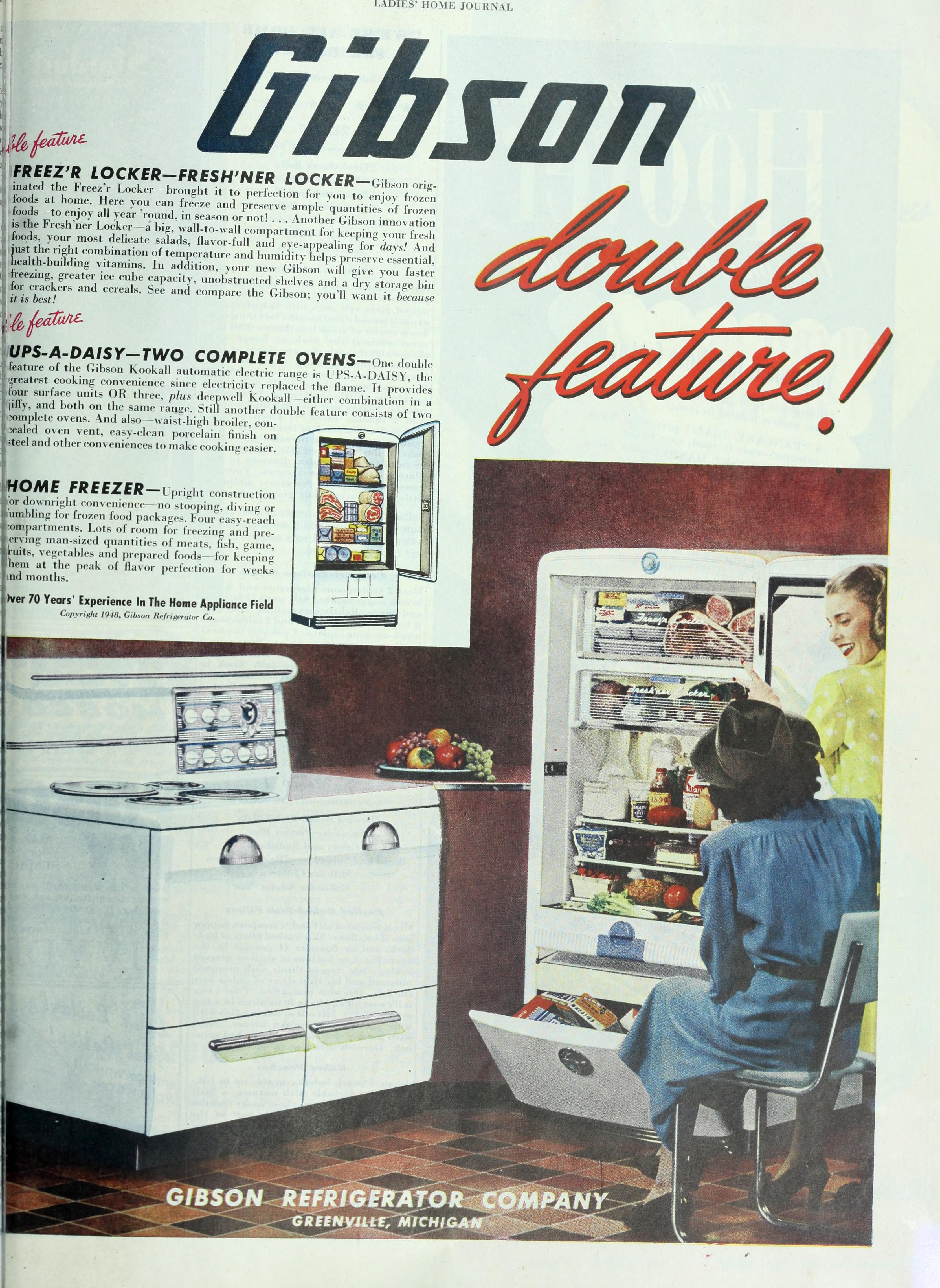
Publicité pour les appareils Gibson, 1948.

Gibson a été fondée par Joshua Hall (en) à Belding, Michigan, en 1877 sous le nom de Belding-Hall Company vendant des armoires à glace (Icebox (en) ). La région autour de Belding, dans le Michigan, disposait d'une main-d'œuvre qualifiée d'artisans danois et d'un bon approvisionnement en bois dur, y compris le frêne. L'entreprise a été achetée par Frank Gibson, un fabricant concurrent de " ice refrigerators " au début des années 1900. C'était le plus grand de son industrie à l'époque. En 1931, l'entreprise a commencé à fabriquer des réfrigérateurs électriques.
Pendant la Seconde Guerre mondiale, Gibson a fabriqué 1 078 planeurs d'assaut de troupes et de fret Waco CG-4 sous licence,.
La société affirme avoir inventé la lumière du réfrigérateur, le congélateur vertical et le mécanisme "Air Sweep" pour la distribution de l'air conditionné .
En 1956, Hupp Corporation a acquis Gibson. En 1967, Hupp a fusionné avec White Consolidated Industries (en) . Elle appartient actuellement à Electrolux.